# 函館・大沼フリー乗車券
函館・大沼フリー乗車券（はこだて・おおぬまフリーじょううしゃけん）は、東日本旅客鉄道（JR東日本）盛岡支社・秋田支社・仙台支社管内で発売している特別企画乗車券である。
2010年（平成22年）12月3日まで利用可能であった「函館・大沼フリーきっぷ」の後継商品にあたる。

## 概要
東北新幹線八戸駅 - 新青森駅間開業に伴う特別企画乗車券の見直しにより発売が開始された。
前身商品の「函館・大沼フリーきっぷ」は、発駅からフリー区間内の駅まで並びにフリーエリア内で特急列車（新幹線を含む）の普通車指定席が利用できた。しかし、このリニューアルにより、発売額はほぼ半額に値下げされたが、これと引き換えに特急列車に乗車する場合は、特急料金不要の特例区間となる蟹田駅 - 木古内駅間のみを乗車する場合を除き、フリーエリア内も含め別途特急券などの料金券が必要となる。
「函館・大沼フリーきっぷ」のうち、「函館・大沼フリー乗車券」として青森・弘前発が引き継がれた。4日間有効だったものが3日間有効に短縮された。八戸・盛岡・秋田発は主に土日2日間有効のみ利用できる「函館・大沼週末フリー乗車券」として引き継がれたが、2012年（平成24年）4月1日利用開始分より「函館・大沼フリー乗車券」に統合され、毎日利用できるようになったが値上がりした。同時に仙台市内発が新たに設定された。
八戸発・盛岡発は東北新幹線・奥羽本線・津軽線・海峡線経由、仙台市内発は東北新幹線・奥羽本線・津軽線・海峡線経由または東北本線・いわて銀河鉄道線・青い森鉄道線・津軽線・海峡線経由、秋田発は奥羽本線・津軽線・海峡線経由での利用となる。

### 発売額
- 青森駅発 - 大人3,300円、小児1,650円
- 弘前駅発 - 大人4,300円、小児2,150円
- 八戸駅発 - 大人6,100円、小児3,050円（函館・大沼週末フリー乗車券時代は大人6,000円、小児3,000円で、本八戸駅からの利用もできた）
- 盛岡駅発 - 大人8,600円、小児4,300円（函館・大沼週末フリー乗車券時代は大人7,600円、小児3,800円）
- 仙台市内発 - 大人12,500円、小児6,250円
- 秋田駅発 - 大人9,000円、小児4,500円（函館・大沼週末フリー乗車券時代は大人7,400円、小児3,700円）

### 利用・発売期間
2010年（平成22年）11月4日（利用開始は同年12月4日）から2012年（平成24年）3月28日まで発売であったが、当初は2013年（平成25年）3月31日まで、さらに2014年（平成26年）3月31日まで発売期間が延長された。

## フリーエリア
- 江差線 - 全線
- 函館本線 - 函館駅 - 森駅間

## 発売箇所
- JR東日本盛岡支社・秋田支社・仙台支社管内の主な駅のみどりの窓口・びゅうプラザ、JR北海道プラザ仙台支店および主な旅行会社。

## 沿革
- 19xx年 - 普通列車自由席が利用できる「津軽海峡線往復割引きっぷ」（青森発、弘前発）、特急列車指定席が利用できる「ハーバー函館きっぷ」（青森発、野辺地発、三沢発、八戸・本八戸発、盛岡発）の発売開始。
- 2002年12月1日 - 「津軽海峡線往復割引きっぷ」「ハーバー函館きっぷ」廃止。「函館往復きっぷ」の発売開始（青森発、弘前発、三沢発、八戸・本八戸発、盛岡発）。また特急「スーパー白鳥」デビュー記念として、青森～函館間の特急自由席が1日乗り放題の「青森・函館フリーきっぷ」（大人5,400円）が期間限定で発売される（12月7日まで）。
- 2003年7月1日 - 期間限定で青森～函館間の特急自由席が2日乗り放題の「青森・函館フリーきっぷ」（大人5,500円）が発売される（11月29日利用開始分まで）。吉岡海底駅見学整理券も無料で交付された。
- 2005年4月1日 - 「函館往復きっぷ」に函館側フリーエリアを追加した「函館・大沼フリーきっぷ」の発売開始。当初は海峡線吉岡海底駅までフリーエリアで、吉岡海底駅見学整理券も無料で交付された。また青森～函館間の特急自由席が利用できる「函館自由席往復きっぷ」（大人5,500円）が設定され、実質的な「津軽海峡線往復割引きっぷ」（青森発、5,400円）の代替商品となる。
- 2010年12月4日 - 「函館・大沼フリーきっぷ」「函館自由席往復きっぷ」[1]廃止。「函館・大沼フリー乗車券」「函館・大沼フリー乗車券」の発売開始。
- 2012年3月1日 - 仙台支社管内及びJR北海道プラザ仙台支店での取り扱い開始。
- 2012年3月31日 - この日の利用開始分を以って、「函館・大沼週末フリー乗車券」の発売を終了。
- 2012年4月1日 - 「函館・大沼フリー乗車券」八戸発、盛岡発、仙台市内発、秋田発を新設（発売は同年3月1日から）。